# (9298) Geake
(9298) Geake (1985 JM) – planetoida z pasa głównego asteroid okrążająca Słońce w ciągu 4,12 lat w średniej odległości 2,57 j.a. Odkryta 15 maja 1985 roku.